# Шпіт Юрій Васильович
Юрій Васильович Шпіт (нар. 9 листопада 1930, Запоріжжя — 4 грудня 2008, Мінськ, Білорусь) — білоруський архітектор, вчений, педагогог. Заслужений архітектор Білорусі (1969). Доцент (1963). Академік Російської академії архітектури та будівництва.

## Біографія
У 1954 році закінчив архітектурний факультет Київського інженорно-будівельного інституту. Працював в Білдержпроект, в 1964–1975 роках заступник голови Держбуду Білорусі, в 1976 році, директор Білоруського науково-дослідного і проектного інституту містобудування, одночасно з 1967 року викладав в Білоруському національному технічному університеті (з 1968 доцент). 3 1990 р. Президент Асоціації проектних організацій Білорусі (Біласпроект).
У 1990 — 2002 роках — керівник особистої творчої майстерні.
Помер 4 грудня 2008 р. похований на Східному кладовищі в Мінську.
Член Спілки архітекторів СРСР з 1957 року. З 1970 по 1973 рік — голова правління СА БРСР. Член КПРС з 1963 р..

## Творчість

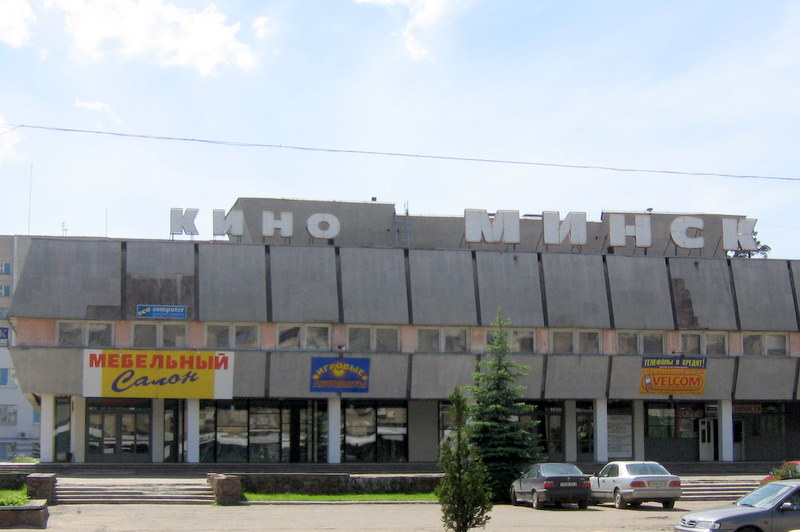
Кінотеатр «Мінськ» у м. Новополоцьк

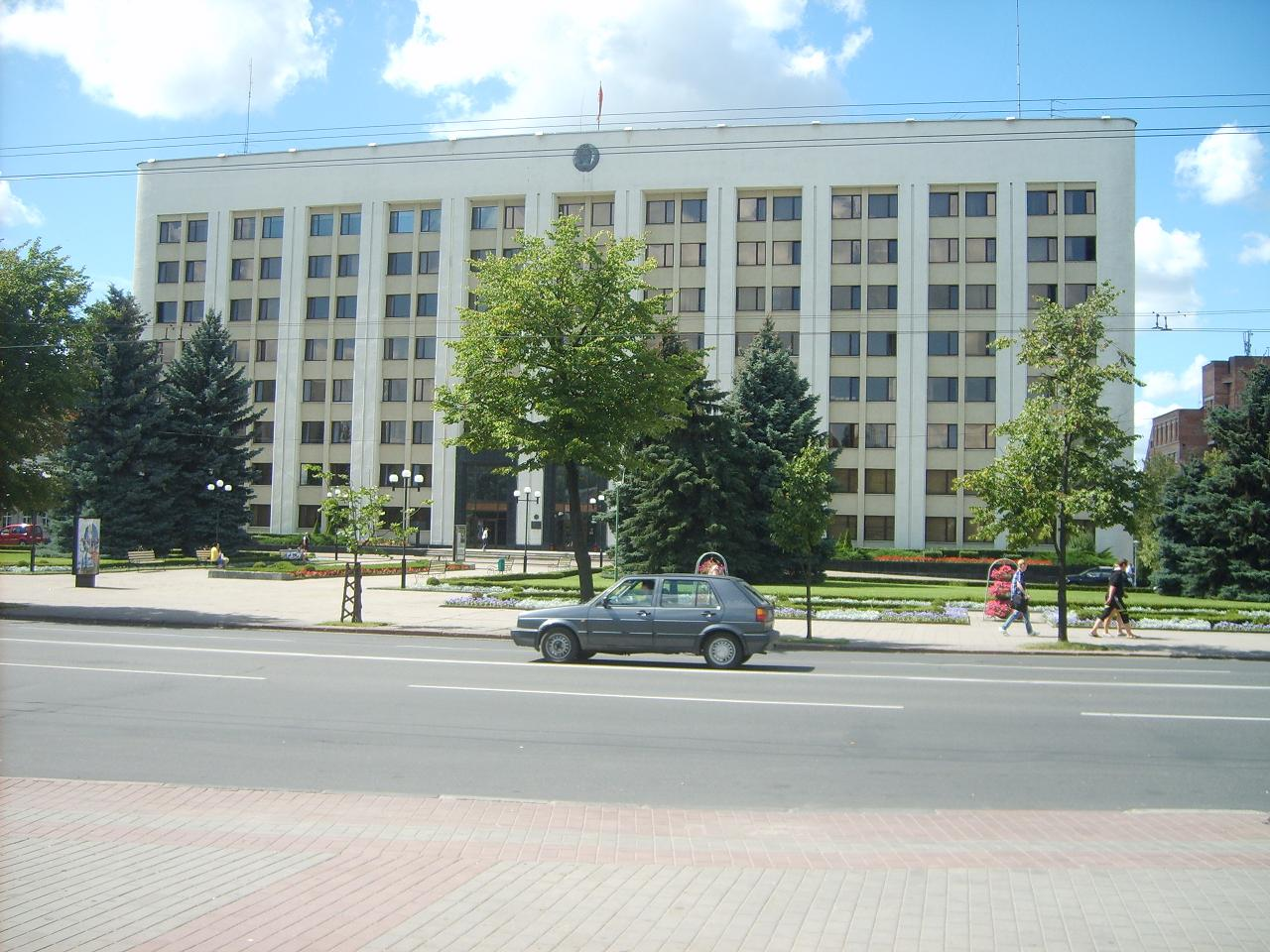
Будинок Могильовського обкому КПБ

Найзначніші роботи: комплекс великопанельних житлових будинків на вулиці Талбухіна (1965), житлові будинки на просп. Незалежності, вулиці Я. Коласа, Червоноармійській, Карла Маркса (1960 — 1970-ті), будівлі Дім кіно, раніше кінотеатр «Партизан» (1967; все в Мінську), кінотеатр «Мінськ», планування та забудова вул. Молодіжної в Новополоцьку (1971–1980), обком КПБ у Могильові (1971), міський комітет КПБ в Бобруйську (1976, обидва у співавторстві), житлові будинки у Гомелі, Могильові та ін. містах (1960 — 1970-ті), будівлі готелю «Юність» на Заславському водосховищі (1974) поблизу Мінська, санаторій «Білорусь» у Місхорі, Крим (1974), церква Святого апостола Андрія Первозванного проспект Рокосовського.
Один із керівників та авторів серії типових проектів житлових будинків з покращеними квартирами та будинків з блочними кімнатами (1960-70), гуртожитків, шкіл та інших будівель, ряду проектів планування та забудови окремих районів у Мінську, обласних центрах Білорусі, Новополоцьку, Світлогорську та ін. (1950 — 1980-ті рр.). Керівник розробки Генеральної схеми комплексної територіальної організації Білорусі (1986–1989). Автор Меморіального комплексу воїнів-визволителів, партизан і підпільників у Вітебську та монумента партизанам Вілейщини на озері Нароч в Мядельському районі (1968). У 1970–1973 роках голова Білоруської спілки архітекторів.

## Наукова діяльність
Понад 30 наукових праць, у тому числі «Цивільне будівництво та архітектура в Білоруській РСР» (1968), «Архітектура Радянської Білорусі» (1972), «Міста та системи поселення Білоруської РСР» (1979), «Удосконалення територіальної організації промисловості в економічному районі (республіці)» (1980), «Рекомендації щодо територіального устрою Білоруської РСР» (1987) — все в авторському колективі.

## Нагороди
Нагороджений орденом «Знак Пошани» (1971), Почесною грамотою Президії Верховної Ради БРСР (1980), грамотами Спілки архітекторів СРСР. Лауреат Державної премії БРСР 1984 р. за участь у плануванні та будівництві м. Новополоцьк.

## Праці
- Архітектура Радянської Білорусі. М., 1973 (у співавторстві);
- Сучасні тенденції формування територіальних систем розселення. Мн., 1981.